# Сан Ђермано (Анкона)
Сан Ђермано (итал. San Germano) насеље је у Италији у округу Анкона, региону Марке.
Према процени из 2011. у насељу је живело 230 становника. Насеље се налази на надморској висини од 146 м.